# Ari Plikat
Ari Plikat (* 6. Januar 1958 in Lüdenscheid) ist ein deutscher Cartoonist und Illustrator.

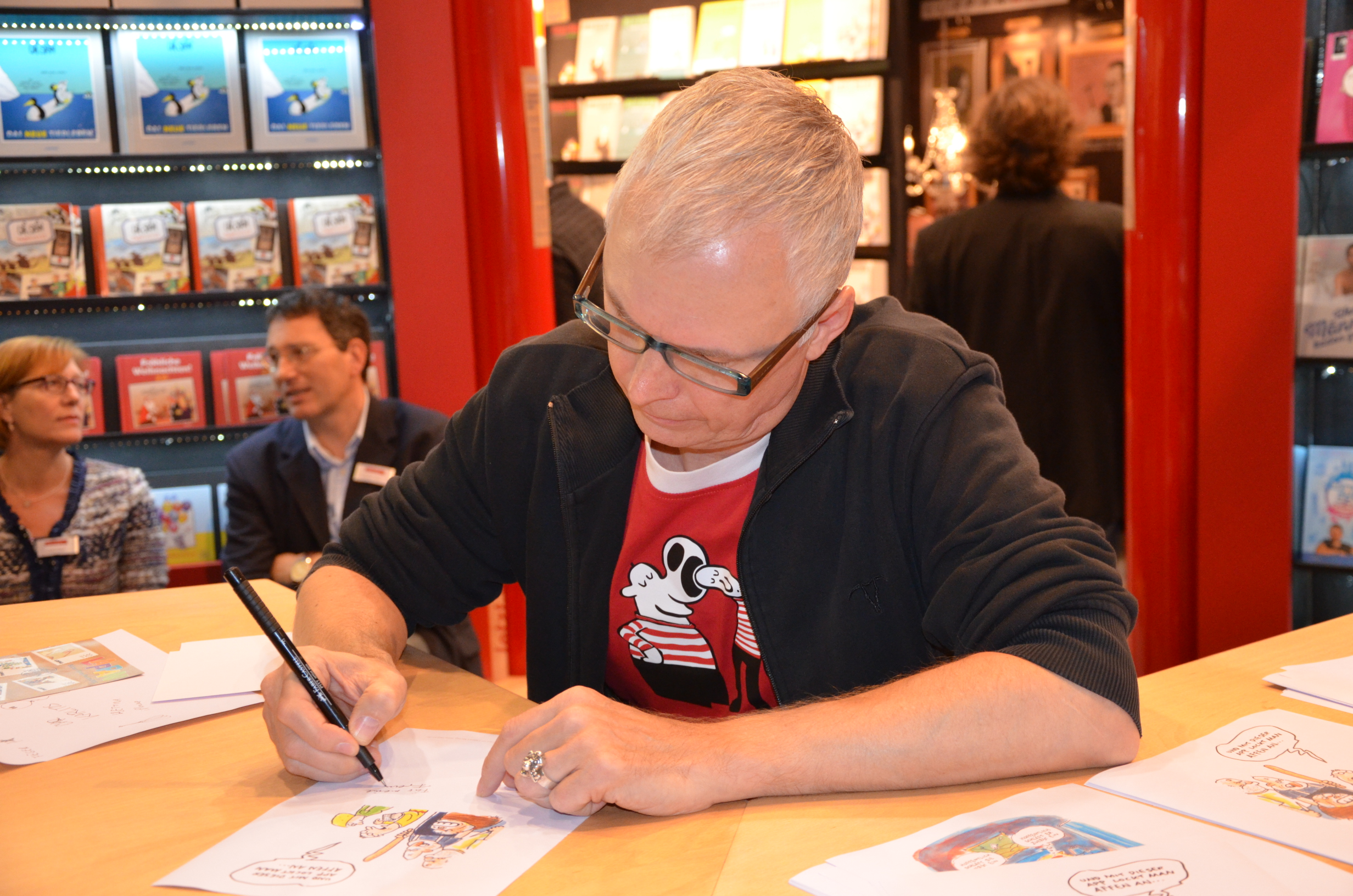
Ari Plikat 2013 auf der Frankfurter Buchmesse

## Werdegang
Plikat studierte Visuelle Kommunikation in Leeds und Dortmund. Als Cartoonist veröffentlicht er u. a. in Titanic, Eulenspiegel, Zitty, Pardon, taz, Stern und im Berliner Tagesspiegel. Außerdem ist er als Illustrator für verschiedene Buchprojekte und für die Werbeindustrie tätig.
Beim Deutschen Karikaturenpreis 2020 wurde Plikat mit dem Geflügelten Bleistift in Bronze ausgezeichnet.
Viele seiner Cartoons sind in Buchform erschienen.
Plikat lebt und arbeitet in Dortmund.

## Veröffentlichungen (Auswahl)
- 1990: Ich bin ich, ich auch. Lappan
- 1990: Kaufen Sie dieses Buch. Lappan
- 1992: Sehr witzig. Lappan
- 1997: Die Post geht an die Börse. Mit POLO, Lappan
- 1998: Echt Käfer. Mit POLO, Lappan
- 2000: Sex mit Ari Plikat. Edition Hupe
- 2001: Vegetarisch grillen. Lappan
- 2004: So sehe ich aus, wenn ich schlafe. Lappan
- 2005: Sex, kurz und sündig. Lappan
- 2009: Jetzt kommt das Beste. Carlsen
- 2011: Das große Grusel-Monster-Rätselbuch von Lotte & Ari. Mit Charlotte Wagner, Arena
- 2013: Ich rieche Angstschweiss. Lappan

## Ausstellungen (Auswahl)
- 2003: Zeichengeräteturnen, F.W. Bernstein, Günter Rückert, Ari Plikat, Galerie Fletch Bizzl, Dortmund
- 2009: Fatima! Wo steckst du wieder? Caricatura Kassel